# رودلهایم
رودلهایم (به آلمانی: Frankfurt-Rödelheim) یک منطقهٔ مسکونی در آلمان است که در فرانکفورت واقع شده‌است. رودلهایم ۱۷٬۵۰۴ نفر جمعیت دارد.